# Fred Durst

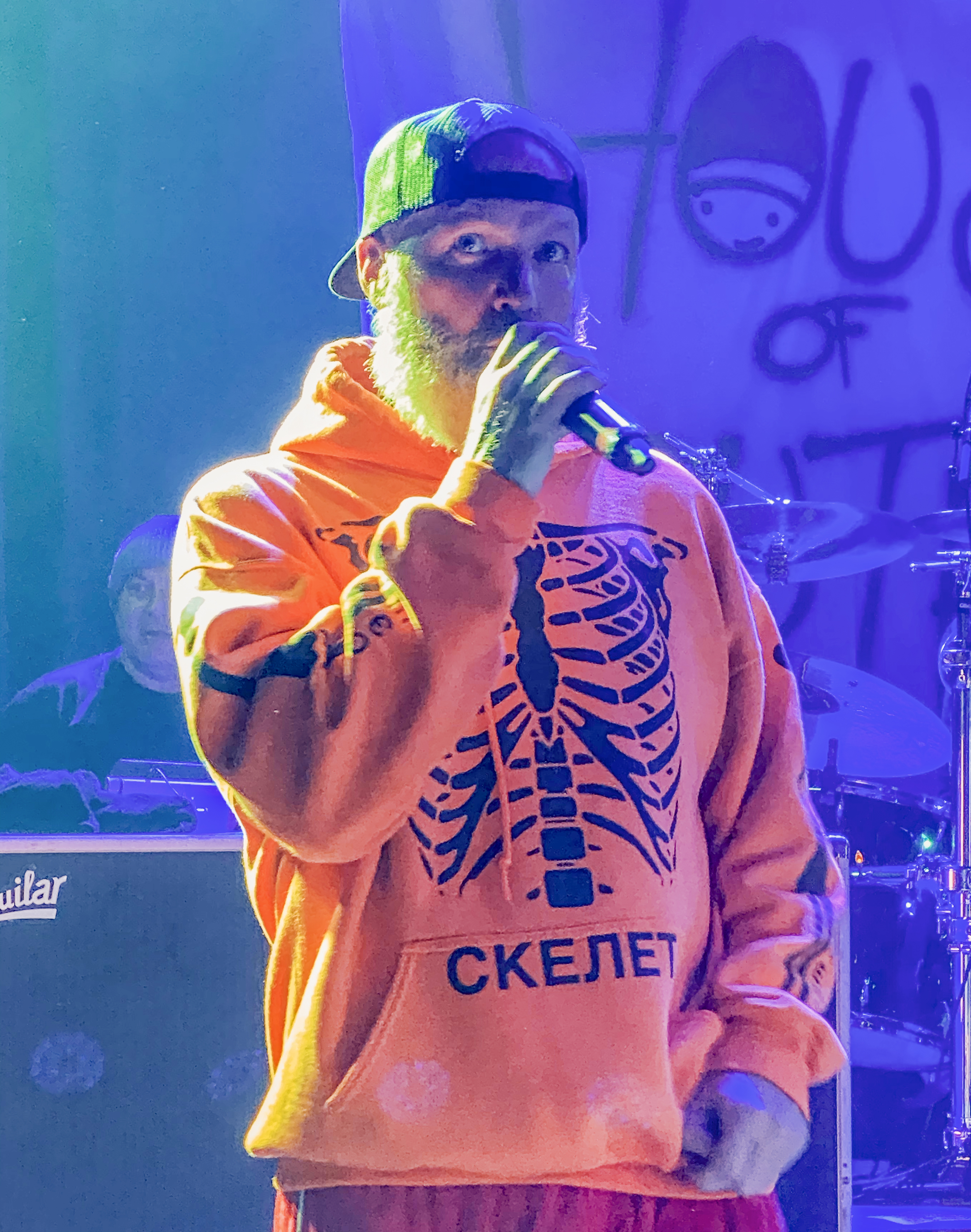
Fred Durst (2019)

William Frederick „Fred“ Durst (* 20. August 1970 in Jacksonville, Florida als Frederick Allen Mayne III) ist ein US-amerikanischer Sänger, Rapper und Regisseur. Er ist hauptsächlich als Frontmann der Band Limp Bizkit bekannt.

## Leben
Durst wuchs in Gastonia, North Carolina, mit seinem Stiefvater, seiner Mutter und seinem Stiefbruder auf. Nach der High School trat er in die Navy ein, wurde aber kurz darauf auf eigenen Wunsch hin wieder entlassen. Im Alter von 20 Jahren heiratete Durst und wurde Vater eines Mädchens, etwas später ertappte er seine Ehefrau mit einem anderen Mann und es kam zu einer Schlägerei. Durst verbrachte daraufhin ein Jahr im Gefängnis. Danach arbeitete er als gesponserter Skateboarder, bevor er 1994 an der Gründung von Limp Bizkit beteiligt war.
Musikalisch wurde Fred Durst von Bands wie Kiss, Blondie, Wu-Tang-Clan, Suicidal Tendencies, Smashing Pumpkins, The Cure und Tool beeinflusst. Des Weiteren hatte der 1994 verstorbene Kurt Cobain, Frontman der Grunge-Band Nirvana, nach Dursts eigener Aussage großen Einfluss auf den Musiker. Durst führte sowohl bei den meisten Musikvideos seiner Band als auch den Videos für Falling Away From Me von Korn, It’s Been a While und Just Go von Staind und Give von Cold selbst Regie. Im letzteren spielte er zusammen mit Jonathan Davis von Korn eine der Hauptrollen.
Mit Limp Bizkit wurde Fred Durst zu einem der größten und polarisierendsten Rockstars der späten 1990er Jahre. Limp Bizkit gelang der Durchbruch mit einer Coverversion des Hits Faith von George Michael aus dem Jahr 1987. Großen Anteil daran hatte der Fernsehsender MTV, von dem das Lied häufig ausgestrahlt wurde. Limp Bizkit wurden neben Korn zu den erfolgreichsten Vertretern des Nu Metal. Es folgten weitere Hits wie Nookie, Break Stuff, Take a Look Around, Rollin’ und My Generation.

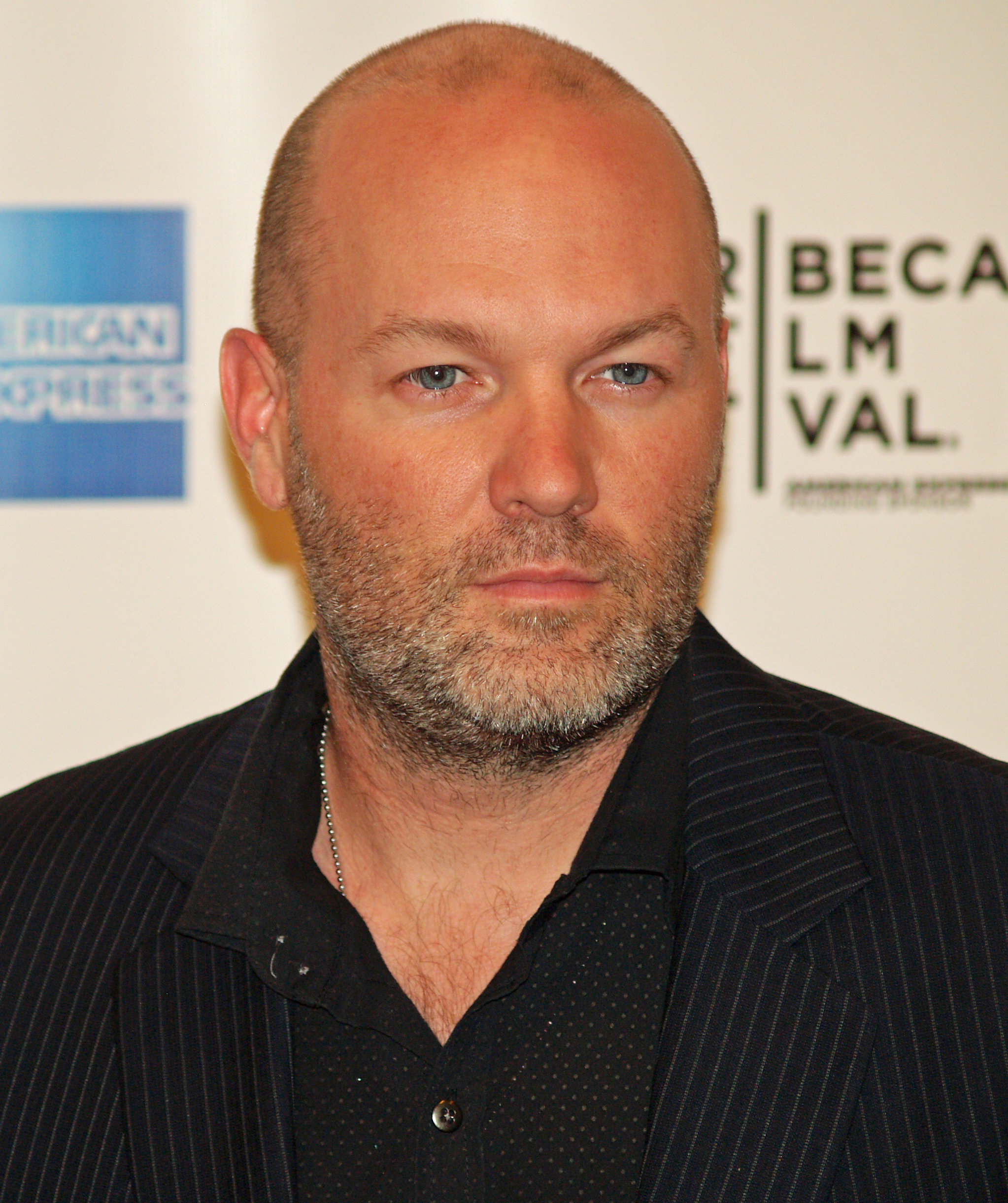
Durst auf dem Tribeca Film Festival 2008

Im Jahr 2000 gelang Durst der Sprung zum Vizepräsidenten von Interscope Records, einem Sublabel von Universal Music. Daraufhin gründete er das Interscope-Sublabel Flawless Records. 2001 wurde über Flawless das Album Duke Lion Fights The Terror! von Big Dumb Face, dem Nebenprojekt des Limp Bizkit Gitarristen Wes Borland, herausgebracht. Zudem nahm Durst die Bands Puddle of Mudd und Revolution Smile unter Vertrag. Mit ersteren konnte er einige Erfolge verbuchen.
2002 wurde Durst engagiert, um Songs für Britney Spears zu schreiben. Er behauptete später, eine sexuelle Beziehung mit ihr gehabt zu haben, was Spears bestritt. Im Februar 2005 wurde auf mehreren Webseiten ein privates Sexvideo von Durst veröffentlicht, das Hacker zuvor von seinem Computer heruntergeladen hatten. Daraufhin reichte Durst eine Schadenersatzklage gegen die Anbieter ein. Am 5. Juli 2006 verkündete Durst auf dem MySpace-Blog von Limp Bizkit, dass er sich mit Krista Salvatore verlobt habe.
Im April 2007 stellte Durst seinen ersten Film, bei dem er Regie führte, beim Tribeca Film Festival vor und erhielt gute Kritiken von bekannten Regisseuren. Durst spielte bereits in der Miniserie Revelations, dem Thriller Population 436 und in der Dr.-House-Doppelepisode Im Kopf von House / Im Herzen von Wilson eine Nebenrolle als Barkeeper.
Im Juli 2009 gab Durst auf Twitter bekannt, dass er Esther Durst geheiratet hatte; drei Monate zuvor hatten sich beide verlobt. Bereits im September 2009 gab er ebenfalls auf Twitter die Trennung bekannt: „For those of you inquiring I will confirm that Esther and I have decided to go our separate ways and we both thank you for your support.“ Wie 2015 bekannt wurde, hatte er schon 2012 die aus der Ukraine stammende Visagistin Kseniya Beryazina geheiratet, im April 2019 reichte Durst aber die Scheidung ein. Aus früheren Beziehungen hat er eine Tochter und einen Sohn.
2024 verklagte Durst sein ehemaliges Label Universal Music auf 200 Millionen Dollar: das Label habe Limp Bizkit und andere Künstler vorsätzlich um Einnahmen in Millionenhöhe betrogen.

## Diskografie (Auswahl)
Limp Bizkit

## Filmografie

### Musikvideos
- alle Musikvideos von Limp Bizkit
- Cold – Give (1997), Cameo-Auftritt
- Soulfly – Bleed (1998), Cameo
- Korn – Got the Life (1998), Cameo
- Korn – Falling Away from Me (1999), Cameo
- Lil' Bow Wow – Bow Wow (That's My Name) (2000), Cameo
- Eminem – The Real Slim Shady (2000), Cameo
- Puddle of Mudd – Control (2001), Cameo
- 8-Ball – Stop Playin' Games (2001), Cameo
- Staind – It's Been Awhile (2001)
- Strait Up – Angel's Son (2000)
- All Stars Tribute – What's Going On (2001)
- Bones – Resurrection (2017), Cameo
- Alligatoah feat. Fred Durst – So raus (2023)

### Filme
- Zoolander (2001), Cameo
- Pauly Shore is Dead (2003), Cameo
- Fastlane (2003), Cameo
- Be Cool (2005), Cameo
- Revelations (2005)
- The Truth With Evan Jealous (Short-Movie) (2005)
- Population 436 (2006)
- The Education of Charlie Banks (2007)
- Dr. House (2008, Episode 4x16 – Im Kopf von House), Cameo
- I Saw the TV Glow (2024)

### Als Regisseur
- Charlie Banks – Der Augenzeuge  (2007)
- The Longshots (2008)
- The Fanatic (2019)

### Videografie als Regisseur
- Limp Bizkit – Faith (1997)
- Limp Bizkit – Nookie (1999)
- Limp Bizkit – Re-Arranged (1999)
- Limp Bizkit – N 2 Gether Now (1999)
- Limp Bizkit – Break Stuff (1999)
- Staind – Just Go (1999)
- Staind – Home (1999)
- KoRn – Falling Away from Me (1999)
- Limp Bizkit – My Generation (2000)
- Limp Bizkit – Rollin’ (Air Raid Vehicle) (2000)
- Limp Bizkit – My Way (2000)
- Limp Bizkit – Boiler (2000), Nebenregisseur
- Cold – No One (2000)
- Puddle of Mudd – Blurry (2002)
- Staind – It’s Been Awhile (2001)
- 8-Ball – Stop Playin Games (2001)
- Deadsy – The Key to Gramercy Park (2002)
- Staind – Epiphany (2002)
- Limp Bizkit – Eat You Alive (2003)
- Limp Bizkit – Behind Blue Eyes (2003)
- Limp Bizkit – Gold Cobra (2011)
- DED – Anti Everything (2017)
- DED – Remember the Enemy (2017)